# Josef Hader

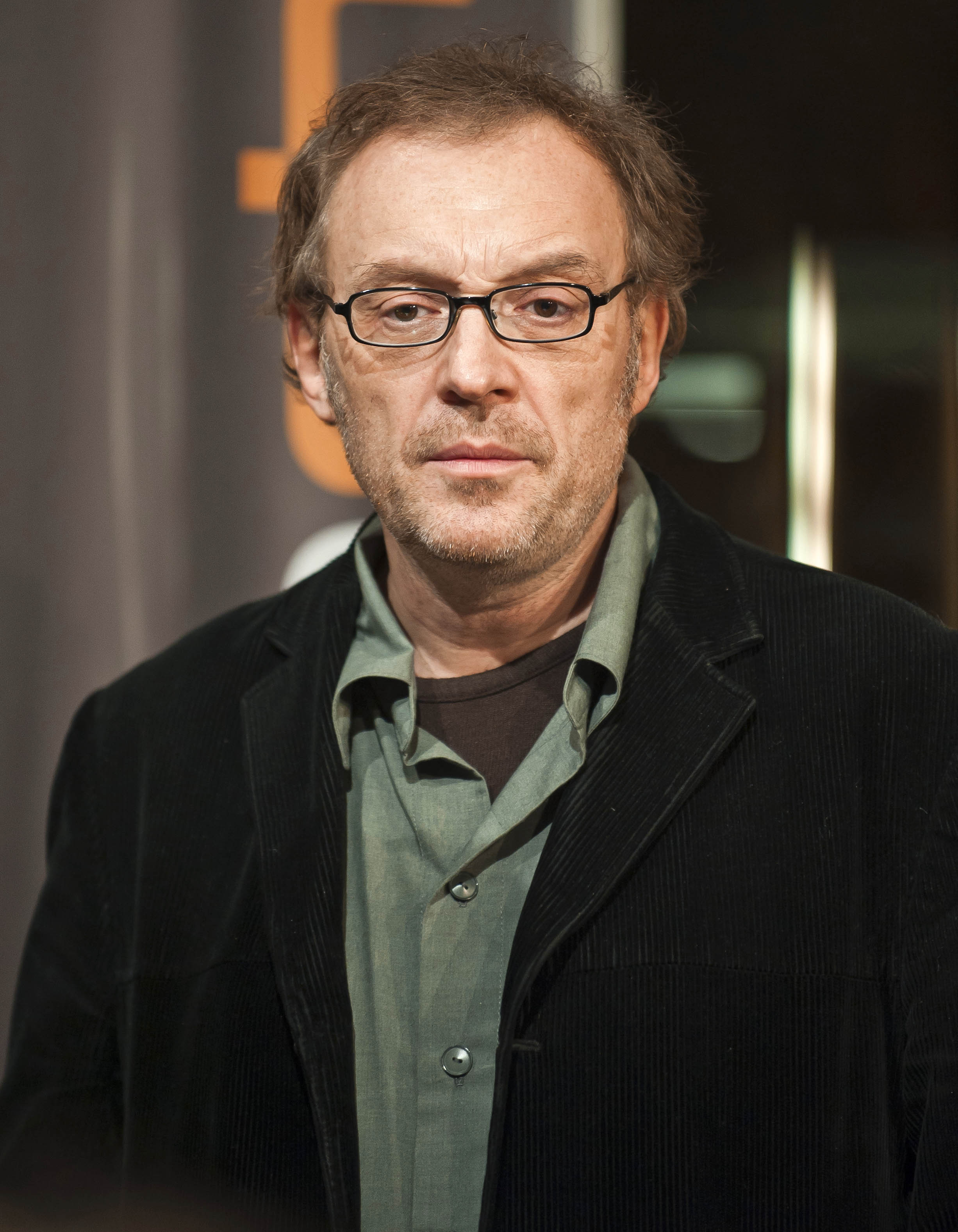
Josef Hader 2009

Josef Hader (Waldhausen im Strudengau, 14 februari 1962) is een Oostenrijks filmacteur en stand-upcomedian.
Hij werd geboren in Waldhausen im Strudengau, Opper-Oostenrijk. Hij begon met cabaret in 1982, en won verschillende prijzen, waaronder de Salzburger Stier, de Deutsche Kleinkunstpreis, de Bayrischer Kabarettpreis in 2011 en de Preis der deutschen Filmkritik in de categorie "beste acteur" voor zijn rol in Vor der Morgenröte (2016)..

## Filmografie

### Als acteur
- 1989: Sternberg - Shooting Star
- 1992: Duett
- 1993: Indien
- 1999: Geboren in Absurdistan
- 2000: Der Überfall
- 2000: Komm, süßer Tod
- 2000: Gelbe Kirschen
- 2002: Blue Moon
- 2004: Silentium
- 2005: Heaven
- 2007: Jagdhunde
- 2008: Ein halbes Leben
- 2009: Der Knochenmann
- 2010: Aufschneider
- 2011: Die verrückte Welt der Ute Bock
- 2011: Wie man leben soll
- 2016: Vor der Morgenröte

### Als scenarioschrijver
- 1993: Indien
- 2000: Komm, Süßer Tod
- 2004: Silentium
- 2009: Der Knochenmann
- 2010: Aufschneider